# Perinoia latifrons
Perinoia latifrons is een halfvleugelig insect uit de familie Aphrophoridae. De wetenschappelijke naam van deze soort is voor het eerst geldig gepubliceerd in 1962 door Metcalf.